# Chocenická Lhota
Chocenická Lhota (německy Kotzenitzer Lhota) je malá vesnice, část obce Chocenice v okrese Plzeň-jih v Plzeňském kraji. Nachází se asi 2,5 kilometru severozápadně od Chocenic. Prochází zde silnice I/20. Je zde evidováno 26 adres. V roce 2011 zde trvale žilo 76 obyvatel.
Chocenická Lhota je také název katastrálního území o rozloze 2,96 km².

## Historie

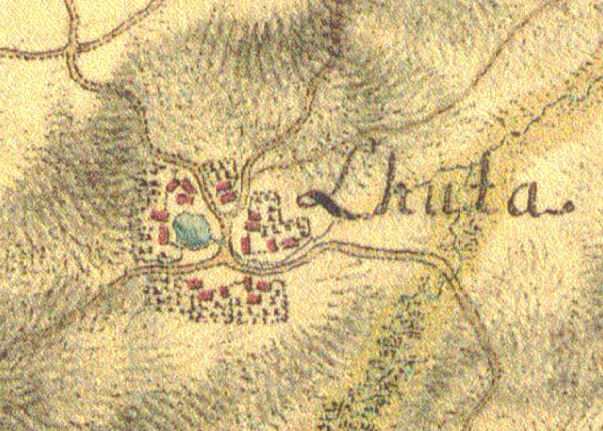
Chocenická Lhota na mapě prvního vojenského mapování z 18. století

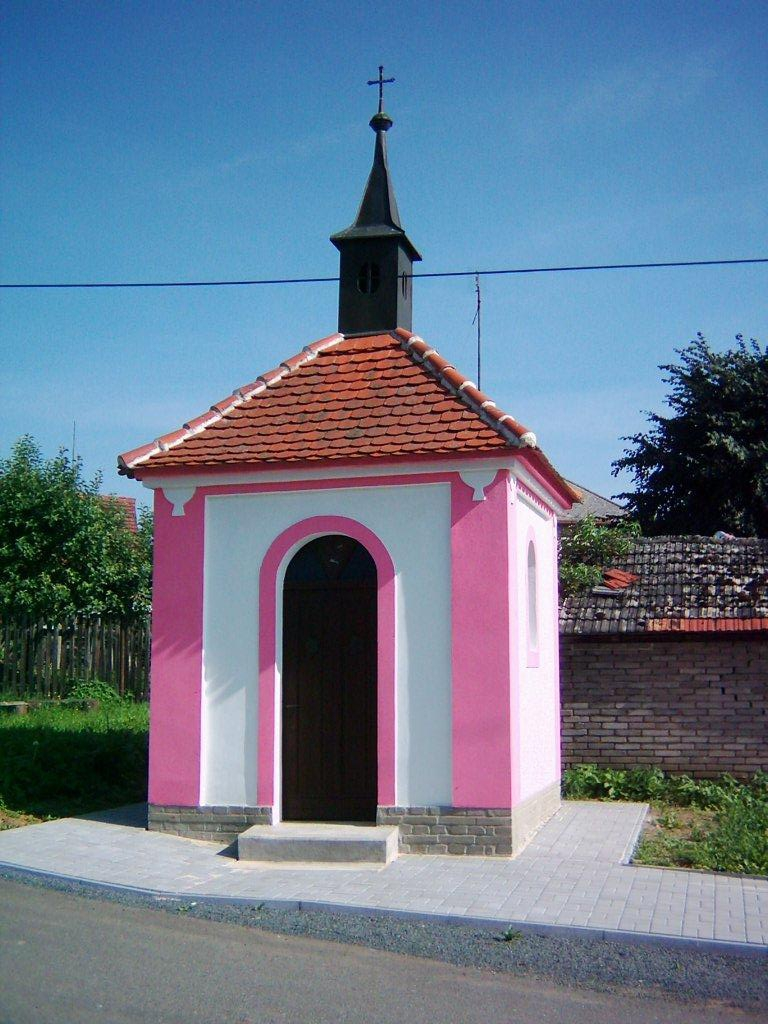
Kaplička na vsi z roku 1945

První písemná zmínka o vesnici pochází z roku 1420. Historie obce Chocenice je spjatá již od středověku s obcí Chocenice, kde se nacházelo od 16. století, rozsáhlé panství Jiříka a následovně jeho syna Kryštofa Kokořovce z Kokořova.

## Obyvatelstvo
| Rok            | 1869 | 1880 | 1890 | 1900 | 1910 | 1921 | 1930 | 1950 | 1961 | 1970 | 1980 | 1991 | 2001 | 2011 | 2021 |
| -------------- | ---- | ---- | ---- | ---- | ---- | ---- | ---- | ---- | ---- | ---- | ---- | ---- | ---- | ---- | ---- |
| Počet obyvatel | 120  | 134  | 106  | 107  | 119  | 108  | 114  | 95   | 79   | 83   | 73   | 58   | 65   | 76   | 68   |
| Počet domů     | 16   | 18   | 17   | 18   | 18   | 18   | 22   | 23   | 21   | 22   | 21   | 22   | 20   | 25   | 25   |

## Obecní správa
Při sčítání lidu v letech 1850–1975 Chocenická Lhota byla samostatnou obcí, se kterým patřila nejprve do okresu Plzeň, ale v roce 1950 v okrese Blovice a od roku 1960 v okrese Plzeň-jih. Od 1. ledna 1976 je částí obce Chocenice v okrese Plzeň-jih.

## Pamětihodnosti
Ve vesnici se nachází malá katolická kaplička z roku 1945 a rybníček. V Blízkosti obce u lesa Na Dubí se nachází morový sloup, který prošel roku 2014 rozsáhlou rekonstrukcí jak podstavce, tak svého okolí a je přístupný příjezdovou cestou.